# Дејан Вук Станковић
Дејан Вук Станковић (Београд, 22. јануар 1973) српски је универзитетски професор, истраживач, филозоф, колумниста, и политички аналитичар. На функцији је министра просвете од априла 2025. године. На Филозофском факултету Универзитета у Београду је дипломирао и докторирао. На Учитељском факултету Универзитета у Београду ради од 2003. године. Станковић је пре и након доласка на функцију министра изнео и аргументовао став против студентских протеста против корупције у Србији.

## Живот и каријера
Дејан Вук Станковић је рођен 22. јануара 1973. године у Београду, СР Србија, СФР Југославија. Основну школу и Прву београдску гимназију завршио је у свом родном месту. Дипломирао је на Филозофском факултету Универзитета у Београду 1998. године, док је 2011. године докторирао.
На Учитељском факултету Универзитета у Београду почео је да ради 2003. године. Током мандата на Учитељском факултету, у јавности су се појављивале оптужбе и сведочења студенткиња о непрофесионализму и сексуалном узнемиравању. Учитељски факултет је, са друге стране, тврдио да је са њим обављен разговор овим поводом 2021. године, али да такве пријаве нису поднете органима факултета, а исто је тврдило и Више јавно тужилаштво у Београду. Због изнетих оптужби Станковић је поднео кривичну пријаву.
Поред академске каријере, Станковић је радио и као истраживач у истраживању јавног мњења, прво за „Мартен Борд Интернешнал“, а затим за „Фактор Плус“. Такође је колумниста Курира, пише за лист Политика, и политички је аналитичар. Није члан ни једне политичке партије.
Након урушавања надстрешнице железничке станице у Новом Саду 1. новембра 2024, у Србији су почели антикорупцијски протести предвођени студентима. Од почетка, Станковић се противио протестима, тврдећи да студентске блокаде факултета за циљ имају рушење државе. Када је колектив Учитељског факултета гласао о томе да ли да подржи протесте студената, Станковић је једини био против.
Дејан Вук Станковић је ожењен Александром Станковић, запосленом у Пошти Србије. Пар је 2005 године добио ћерку Мину
Дејан Вук Станковић има различите хобије : дуге шетње, кошарку, фитнес, рок и блуз музику и џез

## Министар просвете
Састав владе премијера Ђуре Мацута објављен је 14. априла 2025. године, а Станковић се помињао као кандидат за министра просвете. Његовој номинацији противили су се студенти и професори који подржавају студентске протесте, укључујући пленум и део професора Учитељског факултета. Станковић је за министра просвете изабран 16. априла 2025.

### Мандат
Станковић је навео да ће током свог мандата радити на решењу питања студентских блокада факултета које је описао као „највећу образовну кризу у историји Србије“. Поручио је да ће, иако је нестраначка личност, „вероватно“ бити члан најављеног Покрета за народ и државу.